# Велика Таяба
Велика Таяба́ (рос. Большая Таяба, чув. Аслă Таяпа) — село у складі Яльчицького району Чувашії, Росія. Адміністративний центр Великотаябинського сільського поселення.
Населення — 686 осіб (2010; 866 у 2002).
Національний склад:
- чуваші — 99 %